# Глядянське
Глядя́нське (рос. Глядянское) — село, центр Притобольного району Курганської області, Росія. Адміністративний центр Глядянської сільської ради.
Населення — 3964 особи (2010, 4335 у 2002).
Національний склад станом на 2002 рік:
- росіяни — 95 %